# Букачаков, Родион Борисович
Родион Борисович Букачаков (род. 13 сентября 1963; Большой Яломан Онгудайского района Горно-Алтайской автономной области) — российский государственный и политический деятель. Депутат Государственной Думы VII созыва, член фракции «Единая Россия», член комитета по аграрным вопросам.

## Биография
По этническому происхождению алтаец. Вырос в селе Бешпельтир. С 1981 по 1983 год служил в Советской Армии в Группе советских войск в Германии.
Окончил в 1983 году Майминское профессиональное техническое училище по специальности «моторист». После прохождения службы в армии до 1991 года работал на Бешпельтирской ферме совхоза «Каракольский» мотористом, инженером по сельхозмашинам, после стал заведующим гаражом совхоза. Избирался секретарем комсомольской организации «Каракольского». В 1991 году Букачаков окончил инженерный факультет кафедры механизации переработки сельхозпродукции Алтайского сельскохозяйственного института по специальности «инженер-механик».
В 1991 году он стал главой Бешпельтирской сельской администрации, пробыв на этой должности до 1996 года. и 1999—2001 гг. — глава Бешпельтирской сельской администрации.
С 1997 по 1999 года — исполнительный директор Ассоциации производителей сельскохозяйственной продукции «Туулу Алтай» в Бешпельтире.
В 1999 году вновь становится главой Бешпельтирской сельской администрации. Покинул пост в 2001 году.
16 декабря 2001 года избран депутатом Государственного собрания Республики Алтай III созыва по избирательному округу № 8 (исполнял обязанности на непостоянной основе). Входил в комитеты по бюджету и налоговой политике; экономической политике, предпринимательству и туризму. В 2003 году сложил полномочия.
Одновременно с депутатской деятельностью в региональном парламенте с 2001 по 2003 год занимал пост начальника управления производственно-технической комплектации республиканского управления автомобильных дорог общего пользования «Горно-Алтайавтодор».
30 марта 2003 года Родион Борисович Букачаков был избран главой Чемальского района Алтайской Республики (незначительно обойдя Сергея Шевченко (44,61 % голосов избирателей против 42,17 %). Занимая должность в течение пяти лет, на следующих выборах 2 марта 2008 года проигрывает Сергею Шевченко пост главы района (Букачаков получил 39,37 % голосов против 48,80 % у Шевченко).
2 июля 2008 года вступил в партию «Единая Россия». После поражения на муниципальных выборах Родион Букачаков выдвинул свою кандидатуру для участия в дополнительных выборах в Государственное собрание Республики Алтай. 12 октября 2008 года избирается депутатом республиканского парламента IV созыва по одномандатному избирательному округу № 18, получив 48,77 % голосов избирателей.
С 2008 до 2011 года был постоянным представителем Межрегиональной ассоциации «Сибирское соглашение» в республике. В ассоциации руководил департаментом ассоциации по туризму.
В 2011—2013 годах возглавлял Комитет по охране, использованию и воспроизводству объектов животного мира в алтайском правительстве.
8 сентября 2013 года избран главой администрации Чемальского района Алтая (выдвинут региональным отделением «Единой России»). В октябре 2014 года стал секретарём Чемальского местного отделения регионального отделения партии «Единая Россия».
В мае 2016 года принял участие в предварительном голосовании партии «Единая Россия» в Республике Алтай по выбору кандидатов в депутаты Государственной думы РФ. Занял по итогам голосования второе место (44,42 %) после Ивана Белекова, председателя Госсобрания республики (49,19 %). Был выдвинут кандидатом от партии по Алтайскому одномандатному округу № 2.
По результату голосования 18 сентября 2016 года Родион Букачаков избран депутатом Государственной думы РФ седьмого созыва от «Единой России» по Алтайскому одномандатному округу № 2 (32 000 или 44,79 % голосов избирателей). Вошел во фракцию «Единая Россия», после чего стал членом думского комитет по аграрным вопросам.

## Законотворческая деятельность
С 2016 по 2019 год, в течение исполнения полномочий депутата Государственной Думы VII созыва, выступил соавтором 43 законодательных инициатив и поправок к проектам федеральных законов.

## Награды
- Награждён Почетной грамотой Республики Алтай.

## Доходы
Декларированный доход за 2015 год составил 1 млн 52 тыс. руб., супруги — 481 тыс. руб.

## Семья
Женат, имеет троих детей.